# Rat épineux à longue queue
Makalata macrura
Espèce
Synonymes
- Echimys macrurus (Wagner, 1842)

Statut de conservation UICN

 LC  : Préoccupation mineure
Le Rat épineux à longue queue (Makalata macrura) est une espèce de rongeurs, un rat épineux de la famille des Echimyidae. On rencontre ce rongeur au Brésil, en Équateur et au Pérou. Sa large aire distribution dans la partie ouest de l'Amazonie laisse supposer qu'il y est encore abondant, mais sans certitude car il se cache dans la canopée et donc est encore mal connu.
Synonyme : Echimys macrurus
Cette espèce a été décrite pour la première fois en 1842 par le zoologiste allemand Johann Andreas Wagner (1797-1861).